# Чемпіонат Європи з легкої атлетики в приміщенні 2002
Чемпіонат Європи з легкої атлетики в приміщенні 2002 відбувся 1-3 березня у Відні в «Феррі-Дузіка-Галленштадіон».

## Призери

### Чоловіки
| Дисципліни               | Золото                                                               | Золото     | Срібло                                                    | Срібло  | Бронза                                                                   | Бронза  |
| ------------------------ | -------------------------------------------------------------------- | ---------- | --------------------------------------------------------- | ------- | ------------------------------------------------------------------------ | ------- |
| 60 метрів                | Джейсон Гарденер Велика Британія                                     | 6,49 CR    | Марк Льюїс-Френсіс Велика Британія                        | 6,55    | Анатолій Довгаль Україна                                                 | 6,62    |
| 200 метрів               | Марцин Урбась Польща                                                 | 20,64      | Крістіан Малкольм Велика Британія                         | 20,65   | Роберт Мачков'як Польща                                                  | 20,77   |
| 400 метрів               | Марек Плавго Польща                                                  | 45,39 CR   | Джимісола Лаурсен Швеція                                  | 45,59   | Йоан В'єру Румунія                                                       | 46,17   |
| 800 метрів               | Павел Чапевський Польща                                              | 1.44,78 CR | Андре Бухер Швейцарія                                     | 1.44,93 | Антоніо Мануель Рейна Іспанія                                            | 1.45,25 |
| 1500 метрів              | Руй Сілва Португалія                                                 | 3.49,93    | Хуан Карлос Ігуеро Іспанія                                | 3.50,08 | Майкл Іст Велика Британія                                                | 3.50,52 |
| 3000 метрів              | Альберто Гарсія Іспанія                                              | 7.43,89 CR | Антоніо Давід Хіменес Іспанія                             | 7.46,49 | Хесус Еспанья ІспаніяДжон Мейок Велика Британія                          | 7.48,08 |
| 60 метрів з бар'єрами[a] | Колін Джексон Велика Британія                                        | 7,40       | Ельмар Ліхтенеггер Австрія                                | 7,44    | Станіславс Оліярс Латвія                                                 | 7,51    |
| 4×400 метрів             | ПольщаМарек Плавго Пйотр Рисюкевич Артур Гасевський Роберт Мачков'як | 3.05,50 CR | ФранціяМарк Фукан Лоран Клодель Лоїк Леруж Стефан Діагана | 3.06,42 | ІспаніяКарлос Мелендес Давід Каналь Сальвадор Родрігес Альберто Мартінес | 3.06,60 |
| Стрибки у висоту         | Стаффан Странд Швеція                                                | 2,34       | Стефан Гольм Швеція                                       | 2,30    | Ярослав Рибаков Росія                                                    | 2,30    |
| Стрибки з жердиною       | Тім Лобінгер Німеччина                                               | 5,75       | Патрік Крістіанссон Швеція                                | 5,75    | Ларс Бергелінг Німеччина                                                 | 5,75    |
| Стрибки у довжину        | Рауль Фернандес Іспанія                                              | 8,22       | Яго Ламела Іспанія                                        | 8,17    | Петар Дачев Болгарія                                                     | 8,17    |
| Потрійний стрибок        | Християн Ульссон Швеція                                              | 17,54 CR   | Маріан Опря Румунія                                       | 17,22   | Олександр Главацький Білорусь                                            | 17,05   |
| Штовхання ядра[b]        | Мануель Мартінес Іспанія                                             | 21,26      | Йоахім Ольсен Данія                                       | 21,23   | Павло Чумаченко Росія                                                    | 20,30   |
| Семиборство              | Роман Шебрле Чехія                                                   | 6280       | Томаш Дворжак Чехія                                       | 6165    | Еркі Ноол Естонія                                                        | 6084    |

a  Первісно третє місце у бар'єрному бігу з результатом 7,50 посів росіянин Євген Печонкін. Проте, улітку 2020 він був дискваліфікований на 2 роки через те, що у допінг-пробі, взятій у спортсмена 10 лютого 2002 в межах позазмагального контролю, був виявлений заборонений препарат норандростерон. Відповідно до правил, всі результати спортсмена з моменту забору теста були анульовані, включаючи третє місце у Відні, а бронзова медаль перейшла до Станіславса Оліярса.

b  Допінг-проба бронзового призера чемпіонату в штовханні ядра серед чоловіків Мікулаша Конопки зі Словаччини, взята у нього після завершення змагань, дала позитивний результат на наявність в організмі забороненого препарату станозололу. Відповідно до правил, спортсмен отримав дворічну дискваліфікацію, а його результат (3 місце та 20,87 м) був анульований. Внаслідок цього бронзова медаль перейшла до росіянина Павла Чумаченка.

### Жінки
| Дисципліни               | Золото                                                               | Золото         | Срібло                                                         | Срібло  | Бронза                                                              | Бронза  |
| ------------------------ | -------------------------------------------------------------------- | -------------- | -------------------------------------------------------------- | ------- | ------------------------------------------------------------------- | ------- |
| 60 метрів                | Кім Геварт Бельгія                                                   | 7,16           | Марина Кислова Росія                                           | 7,18    | Георгія Коклоні Греція                                              | 7,22    |
| 200 метрів               | Мюріель Юртіс Франція                                                | 22,52          | Карін Майр Австрія                                             | 22,70   | Габі Рокмаєр Німеччина                                              | 23,05   |
| 400 метрів               | Наталія Антюх Росія                                                  | 51,65          | Клаудія Маркс Німеччина                                        | 52,15   | Карен Шинкінс Ірландія                                              | 52,17   |
| 800 метрів               | Йоланда Чеплак Словенія                                              | 1.55,82 WIR CR | Штефані Граф Австрія                                           | 1.55,85 | Елізабет Груссель Франція                                           | 2.01,46 |
| 1500 метрів              | Катерина Пузанова Росія                                              | 4.06,30        | Олена Ягер Румунія                                             | 4.06,90 | Алеся Турова Білорусь                                               | 4.07,69 |
| 3000 метрів              | Марта Домінгес Іспанія                                               | 8.53,87        | Карла Сакраменту Португалія                                    | 8.53,96 | Олена Задорожна Росія                                               | 8.58,36 |
| 60 метрів з бар'єрами[c] | Лінда Ферга Франція                                                  | 7,96           | Кірстен Больм Німеччина                                        | 7,97    | Патрісія Жирар Франція                                              | 7,98    |
| 4×400 метрів             | БілорусьКатерина Станкевич Ірина Хлюстова Анна Козак Світлана Усович | 3.32,24 CR     | ПольщаАнна Пахолак Анета Лемеш Анна Загурська Гражина Прокопек | 3.32,45 | ІталіяДанієла Рейна Патріция Спурі Карла Барбаріно Данієлла Перполі | 3.36,49 |
| Стрибки у висоту         | Марина Купцова Росія                                                 | 2,03           | Дора Дьєрффі УгорщинаКайса Бергквіст Швеція                    | 1,95    | не вручалась                                                        |         |
| Стрибки з жердиною       | Світлана Феофанова Росія                                             | 4,75 WIR CR    | Івонн Бушбаум Німеччина                                        | 4,65    | Моніка Пирек Польща                                                 | 4,60    |
| Стрибки у довжину        | Нікі Ксанту Греція                                                   | 6,74           | Ольга Рубльова Росія                                           | 6,74    | Людмила Галкіна Росія                                               | 6,68    |
| Потрійний стрибок        | Тереза Марінова Болгарія                                             | 14,81          | Ашія Гансен Велика Британія                                    | 14,71   | Олена Олейникова Росія                                              | 14,30   |
| Штовхання ядра           | Віта Павлиш Україна                                                  | 19,76          | Ассунта Леньянте Італія                                        | 18,60   | Лія Куман Нідерланди                                                | 18,53   |
| П'ятиборство             | Олена Прохорова Росія                                                | 4622           | Найде Гомеш Португалія                                         | 4595    | Кароліна Клюфт Швеція                                               | 4535    |

c  22 серпня 2002 Європейська легкоатлетична асоціація повідомила, що представниця Іспанії нігерійського походження Глорі Алозі позбавляється золотої нагороди чемпионата Європи в приміщенні. Спортсменка виграла змагання з бігу на 60 метрів з бар'єрами з результатом 7,84. Проте, через зміну громадянства з нігерійського на іспанське роком раніше, а також відмову Федерації легкої атлетики Нігерії добровільно відпустити спортсменку, вона не мала права виступати на офіційних міжнародних змаганнях за Іспанію до 22 червня 2002, що і стало причиною дискваліфікації та перерозподілу медалей.

## Медальний залік
| Місце                | Країна               | Золото | Срібло | Бронза | Загалом |
| -------------------- | -------------------- | ------ | ------ | ------ | ------- |
| 1                    | Росія                | 5      | 2      | 5      | 12      |
| 2                    | Іспанія              | 4      | 3      | 3      | 10      |
| 3                    | Польща               | 4      | 1      | 2      | 7       |
| 4                    | Швеція               | 2      | 4      | 1      | 7       |
| 5                    | Велика Британія      | 2      | 3      | 2      | 7       |
| 6                    | Франція              | 2      | 1      | 2      | 5       |
| 7                    | Бельгія              | 2      | 0      | 0      | 2       |
| 8                    | Німеччина            | 1      | 3      | 2      | 6       |
| 9                    | Португалія           | 1      | 2      | 0      | 3       |
| 10                   | Чехія                | 1      | 1      | 0      | 2       |
| 11                   | Болгарія             | 1      | 0      | 1      | 2       |
| 11                   | Греція               | 1      | 0      | 1      | 2       |
| 11                   | Україна              | 1      | 0      | 1      | 2       |
| 14                   | Словенія             | 1      | 0      | 0      | 1       |
| 15                   | Австрія              | 0      | 3      | 0      | 3       |
| 16                   | Румунія              | 0      | 2      | 1      | 3       |
| 17                   | Італія               | 0      | 1      | 1      | 2       |
| 18                   | Данія                | 0      | 1      | 0      | 1       |
| 18                   | Угорщина             | 0      | 1      | 0      | 1       |
| 18                   | Швейцарія            | 0      | 1      | 0      | 1       |
| 21                   | Білорусь             | 0      | 0      | 2      | 2       |
| 22                   | Ірландія             | 0      | 0      | 1      | 1       |
| 22                   | Естонія              | 0      | 0      | 1      | 1       |
| 22                   | Латвія               | 0      | 0      | 1      | 1       |
| 22                   | Нідерланди           | 0      | 0      | 1      | 1       |
| Загалом (25 збірних) | Загалом (25 збірних) | 28     | 29     | 28     | 85      |

## Відео
- Розширений відеозвіт на YouTube
- Відеозвіт каналу TVP (Польща) на YouTube

## Виступ українців
| Чоловіки (7) | Чоловіки (7)        | Чоловіки (7) | Чоловіки (7)   |
| Місце        | Атлет               | Дисципліна   | Результат      |
| ------------ | ------------------- | ------------ | -------------- |
| 3            | Анатолій Довгаль    | 60 м         | 6,62 (6,59)[a] |
|              | Андрій Соколовський | висота       | 2,27           |
|              | Олексій Лукашевич   | довжина      | 8,11           |
|              | Володимир Зюськов   | довжина      | 7,97           |
| кв           | Руслан Єременко     | жердина      | 5,40           |
| кв           | Денис Юрченко       | жердина      | NM             |
| кв           | Роман Щуренко       | довжина      | 7,60           |

| Жінки (4) | Жінки (4)          | Жінки (4)    | Жінки (4) |
| Місце     | Атлетка            | Дисципліна   | Результат |
| --------- | ------------------ | ------------ | --------- |
| 1         | Вікторія Павлиш    | ядро         | 19,76     |
|           | Юлія Акуленко      | п'ятиборство | 4236      |
|           | Тетяна Кривобок    | 3000 м       | 9.23,86   |
| заб       | Тетяна Кривобок    | 1500 м       | 4.21,02   |
| кв        | Ірина Михайльченко | висота       | 1,92      |

a  У дужках вказаний більш високий результат, що був показаний на попередній стадії змагань (у забігу).